# Nebrioporus laticollis
Nebrioporus laticollis är en skalbaggsart som först beskrevs av Zimmermann 1933.  Nebrioporus laticollis ingår i släktet Nebrioporus och familjen dykare. Inga underarter finns listade i Catalogue of Life.